# Janowlany
Janowlany (biał. Янаўляны, Janaulany; ros. Яновляны, Janowlany) – wieś na Białorusi, w obwodzie grodzieńskim, w rejonie lidzkim, w sielsowiecie Wawiórka, przy drodze magistralnej M6

## Historia
W XIX i w początkach XX w. położone były w Rosji, w guberni wileńskiej, w powiecie lidzkim, w gminie Wawerka/Myto.
W dwudziestoleciu międzywojennym leżały w Polsce, w województwie nowogródzkim, w powiecie lidzkim, w gminie Myto/Wawiórka. W 1921 miejscowość liczyła 90 mieszkańców, zamieszkałych w 15 budynkach, wyłącznie Polaków. 79 mieszkańców było wyznania rzymskokatolickiego i 11 prawosławnego.
Po II wojnie światowej w granicach Związku Sowieckiego. Od 1991 w niepodległej Białorusi.